# Giuseppe Amarante
Giuseppe Amarante (Angri, 15 ottobre 1928 – Salerno, 21 agosto 2010) è stato un politico e sindacalista italiano.

## Biografia
Funzionario del Partito Comunista Italiano, a Salerno è stato segretario prima della FGCI e poi della federazione provinciale del PCI.
Attivo nel sindacato, è stato anche segretario provinciale della CGIL di Salerno.
Viene eletto alla Camera dei deputati nelle file del PCI nel 1976. Viene poi ricandidato nel 1979, confermando il proprio seggio a Montecitorio.
Nella sua lunga carriera politica è stato anche consigliere comunale ad Angri, a Salerno e a Vietri sul Mare, consigliere provinciale a Salerno e capogruppo del PCI in consiglio regionale della Campania.

## Opere
- Memoria storica. Scritti vari 1997-2000, Marte Editore, 2001  ISBN 978-8888237008
- Il sole dell'avvenire. Lotte sindacali nel Mezzogiorno (1891-1925), Marte Editore, 2020